# Јелена Маринков
Јелена Маринков (Нови Сад, 19. јануар 1983) је српска фолк певачица која се прославила учешћем у трећој сезони такмичења Звезде Гранда. Била је чланица групе "Бонами". Учествовала је у ријалити програму Двор.

## Дискографија

### Синглови
- Слика (2007)[4]
- Да и ти осетиш (2008)
- Дуго те дуго очекујем (2009)
- Зелене очи (2010)
- Луда девојка (2011)
- Ја не желим крај (2012) Гранд фестивал 2012.
- Дискотека (2013)
- Живећу ја (2014)
- Лек против бола (2021)